# Мехікалі
Мехікалі (ісп. Mexicali) — місто в муніципалітеті Мехікалі, адміністративний центр мексиканського штату Баха-Каліфорнія. Населення — 855 962 осіб. Назва міста складається зі слів México та California. У місті є різні підприємства харчової, текстильної, автомобільної, аерокосмічної промисловості, також є заклади культури та освіти. Розвинена транспортна інфраструктура. Місто обслуговує Міжнародний аеропорт імені генерала Родольфо Санчес Табоада.

## Клімат
Місто знаходиться у зоні, котра характеризується кліматом тропічних пустель. Найтепліший місяць — серпень із середньою температурою 31.7 °C (89.1 °F). Найхолодніший місяць — січень, із середньою температурою 11.8 °С (53.2 °F).
| Клімат Мехікалі         | Клімат Мехікалі | Клімат Мехікалі | Клімат Мехікалі | Клімат Мехікалі | Клімат Мехікалі | Клімат Мехікалі | Клімат Мехікалі | Клімат Мехікалі | Клімат Мехікалі | Клімат Мехікалі | Клімат Мехікалі | Клімат Мехікалі | Клімат Мехікалі |
| Показник                | Січ.            | Лют.            | Бер.            | Квіт.           | Трав.           | Черв.           | Лип.            | Серп.           | Вер.            | Жовт.           | Лист.           | Груд.           | Рік             |
| Абсолютний максимум, °C | 36              | 38              | 44              | 49              | 50              | 50              | 50              | 50              | 50              | 50              | 46              | 38              | 50              |
| Середній максимум, °C   | 24,2            | 25,6            | 29,9            | 34,5            | 38,1            | 42,6            | 43,4            | 43,1            | 41,8            | 35,9            | 27,7            | 23,3            | 34,2            |
| Середня температура, °C | 11,8            | 14,7            | 18,2            | 21,8            | 25,2            | 28,6            | 31,2            | 31,7            | 28,5            | 23,7            | 16              | 12,9            | 22              |
| Середній мінімум, °C    | 3,7             | 5,8             | 6,9             | 9               | 12,2            | 14,7            | 19,1            | 20,2            | 15,3            | 11,5            | 5,6             | 3,6             | 10,6            |
| Абсолютний мінімум, °C  | −3              | −2              | 0               | 0               | 1               | 3               | 9               | 7               | 4               | 0               | −3              | −4              | −4              |
| Норма опадів, мм        | 6               | 4               | 5               | 0               | 0               | 0               | 4               | 2               | 6               | 8               | 4               | 11              | 51              |
| Днів з дощем            | 1,4             | 0,9             | 1               | 0,1             | 0,1             | 0,1             | 0,5             | 0,5             | 0,7             | 1,2             | 0,5             | 1,8             | 8,8             |
| ----------------------- | --------------- | --------------- | --------------- | --------------- | --------------- | --------------- | --------------- | --------------- | --------------- | --------------- | --------------- | --------------- | --------------- |
| Джерело: Weatherbase    |                 |                 |                 |                 |                 |                 |                 |                 |                 |                 |                 |                 |                 |

## Історія

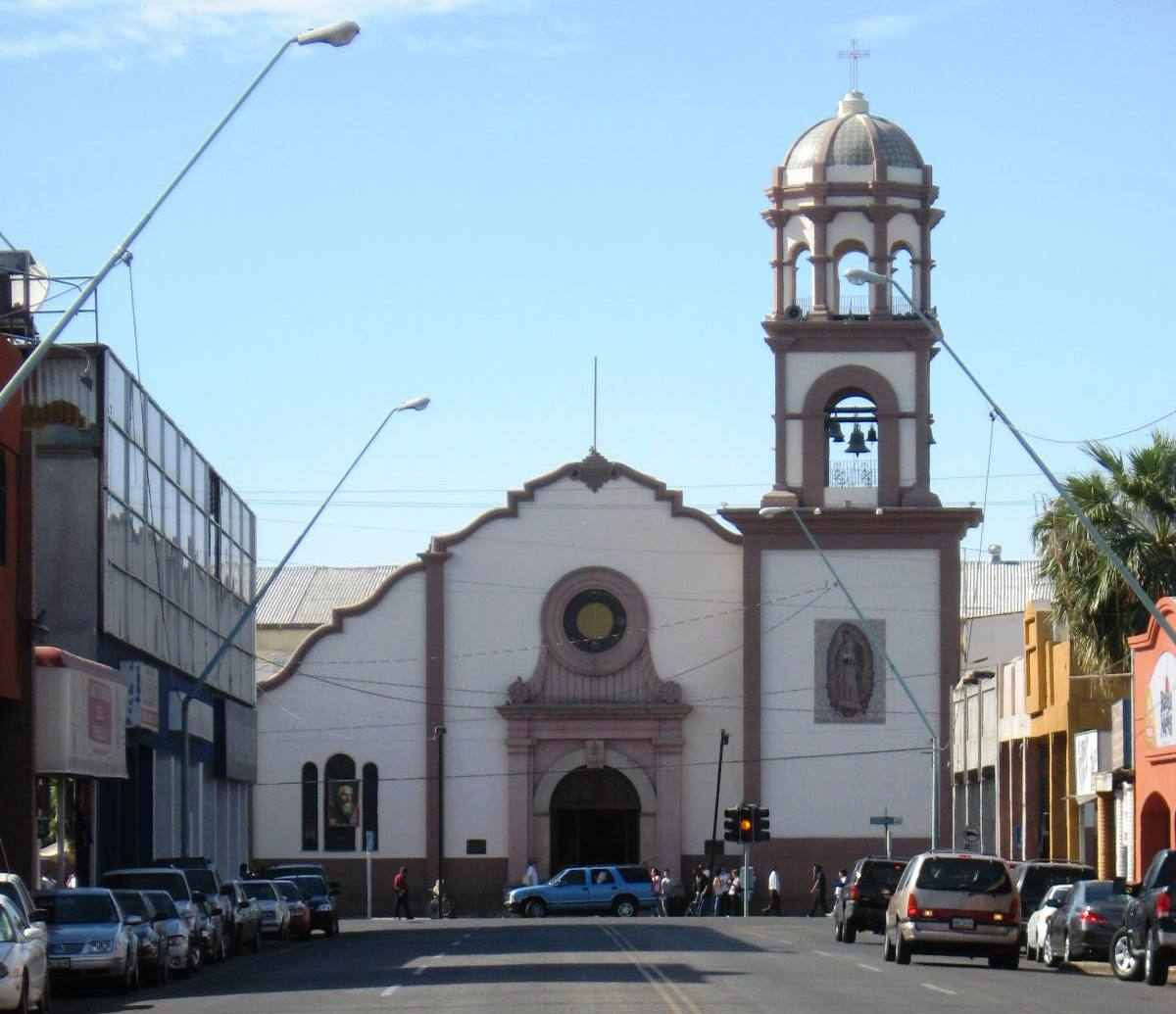
Кафедральний собор Гваделупської Богородиці в центрі міста

Іспанці прибули в цей район, пройшовши Дорогу Диявола (ісп. Camino del Diablo) пустелі Сонора. Панування іспанців призвело до християнізації тубільного населення півострова, а також до скорочення населення корінних народів. Збереглися нечисленні громади кокопів (Cocopah). Присутність європейців в цей час була обмежена єзуїтами, які з'явилися тут в 1780-і роки. Відтоді іспанці, а пізніше мексиканці мало мали спільного з північно-східною частиною півострова Каліфорнія, сприймаючи її як непристосовану для життя землю. В середині XIX століття проводилися геологічні роботи для будівництва Південно-тихоокеанської залізниці. Тут були знайдені поклади осадових порід. Проте з цього часу до 1880-х років область була майже не заселена, в основному через тутешній клімат. У 1888 році федеральне уряд надав велику частину північної частини штату, включаючи Мехікалі Гуіллермо Андраде (Guillermo Andrade), з метою колонізації області на недавно організованому кордоні зі США. У 1900 році американська компанія California Development Company отримала дозвіл від уряду П.Діаса прорізати канал через дельту Аройо Аламо, для з'єднання сухого басейну з річкою Колорадо. Сюди були залучені новопоселенці і фермери, яким роздавали землі. Вже в 1904 році на 405 км² долини було проведено зрошування. Тут стали вирощувати бавовну, фрукти і овочі. Обабіч кордону були утворені поселення: на американській стороні — Калехіко, на мексиканській — Мехікалі. Офіційною датою заснування Мехікалі вважається 14 березня 1903 року. Сільськогосподарське виробництво продовжувало зростати протягом XX століття. Сюди залучалися й іноземці — індійці і японці. Тут почала розвиватися текстильна промисловість. 1952 року, після утворення штату Нижня Каліфорнія, Мехікалі став столицею цього федерального суб'єкта. Мехікалі є важливим центром промислового виробництва в автомобільній, аерокосмічній, телекомунікаційній, металургійній та медичній галузях, а також у виробництві та експорті продукції.